# La Mothe-Saint-Héray
La Mothe-Saint-Héray é uma comuna francesa na região administrativa da Nova Aquitânia, no departamento de Deux-Sèvres. Estende-se por uma área de 14.92 km². Em 2010 a comuna tinha 1 708 habitantes (densidade: 114,5 hab./km²).